# (35225) 1995 DX8
1995 DX8 (asteroide 35225) é um asteroide da cintura principal. Possui uma excentricidade de 0.19349790 e uma inclinação de 2.09497º.
Este asteroide foi descoberto no dia 24 de fevereiro de 1995 por Spacewatch em Kitt Peak.